# Крест (Андреапольский район)
Крест — деревня в Андреапольском районе Тверской области. Входит в Волокское сельское поселение.

## География
Расположена примерно в 11 верстах к северо-западу от деревни Волок между озёрами Долгое и Круглое.

## История
В конце XIX - начале XX века деревня входила в Холмский уезд Псковской губернии. Она называлась Каменно, а также Платоновка и Кресты..